# Bembridge Down
Bembridge Down hay Hạ Bembridge là một địa điểm được quan tâm sinh học đặc biệt rộng 56,3 ha nằm ở đông bắc Sandown. Nó được chỉ định vào năm 1951 cho lợi ích sinh học và địa chất.